# Mr.Boo!インベーダー作戦
『Mr.Boo!インベーダー作戦』（原題：賣身契、英題：The Contract）は、1978年の香港映画。日本では『Mr.BOO!』シリーズの第2弾として1979年に公開された。

## あらすじ
テレビタレントのチ・マン（マイケル）は、香港のテレビ局MTV（マウス・テレビ）との8年間の専属契約を結んでいるが、一度もまともな出演機会がなく、たまに与えられる役はバックダンサーや奇術の標的などの端役ばかりで、それでもいつも失敗していた。
あるとき、ひょんな事からライバル局TVC（キャット・テレビ）のクイズ番組に司会者として出演したところ、大好評を得たので、そのテレビ局から専属契約を持ちかけられた。しかし、今のテレビ局との契約は破棄出来ない事になっていた為、発明好きの弟チ・リン（リッキー）や、インド人のマジシャンにこき使われ、独立のチャンスを伺っていた若手マジシャン（サミュエル）とともに、契約書奪還の為の作戦に打って出た。

## スタッフ
- 監督・脚本：マイケル・ホイ（許冠文）
- 製作：レイモンド・チョウ（鄒文懐）
- 音楽：サミュエル・ホイ（許冠傑）
- 撮影：トム・ラウ（劉滿棠）

## キャスト/吹き替え
| 役名 / 吹替役名                           | 俳優                                            | フジテレビ放送版 |
| ----------------------------------------- | ----------------------------------------------- | ---------------- |
| シップ・ジーマン（薛志文） / ブー・ホウヒ | マイケル・ホイ（許冠文）                        | 広川太一郎       |
| サイギッ（朱世傑） / 手品師ロン（ニヤケ） | サミュエル・ホイ（許冠傑）                      | 高山栄           |
| ティンガイ（薛志英） / チョンボ           | リッキー・ホイ（許冠英）                        | 安西正弘         |
| リンリン                                  | エレン・リュウ（劉娟娟）                        | 岡本茉利         |
| ウォン / リーチ制作局長                   | パオ・ツイリン（鮑翠鈴）                        | 北村昌子         |
| 鉄の爪                                    | チェン・フー・シェン（鄭富雄）                  | たてかべ和也     |
| ナイフ使い                                | ヤン・ウェイ（楊威）                            |                  |
| トウトウシン / 手品師パイ                 | ラッセル・コーソン （Russell Cawthorne / 羅素） | 渡部猛           |
| MTV会長                                   | チャン・キンソン（陳景祥）                      | 宮川洋一         |

- フジテレビ放送版 - 初回放送1982年1月1日（金）、フジテレビ「新春特別ロードショー」
  - 吹替翻訳 - 山田実
- DVD版 - 2005年8月26日に『Mr.BOO ! DVD-BOX』（5,000セット限定生産）として発売時、フジテレビ放送版を初収録しDVD化。その後、2007年5月10日に単品廉価版発売。
  - 字幕翻訳 - 吉野芙美

## 映画解説
本作は、テレビ局の専属契約を巡る騒動であるが、これは現実の香港におけるテレビ業界を皮肉った作品とも言える。(日本公開時には、配給の東宝東和の『悪癖』とも悪名高い、本編内容に関係ない虚偽の宣伝、解説文が騙られており、本作は邦題に因み、あたかも宇宙をテーマにしたSFコメディであるかのように、意図的に観客を誤解させるチラシなどが配布されていた。)
というのも、当時香港にはテレビ局は麗的電視〈RTV〉（後の亞洲電視〈ATV〉）と無綫電視〈TVB〉の2局しかなく（但し、映画が製作された1978年には佳藝電視〈CTV〉という放送局があり、合計3局存在していたが本作上映直後の8月22日に倒産した）、香港在住の芸能人は、ごく一部の有名俳優・歌手を除き、どちらかの局と専属契約を結ばなければならず、一度契約を結ぶと、契約の無いテレビ局には一切出演出来ず、現在所属している局から移籍しようとしても、まず現在の専属契約を破棄しなければならないと言う制約があるからである。
なお、冒頭のスタジオでの歌番組で登場したアフロヘアーの外国人歌手は、サミュエルである。
日本公開版では、作中のクイズ番組の演出があまりにも不謹慎で悪趣味なもの(参加者の主婦が、愛犬や重病の夫の命を商品目当てに賭ける)であるため、この場面は削除、編集されている。
なおフジテレビ放送版の日本語吹き替えでは終盤、当時のフジテレビのコーポレートスローガンでもあった「楽しくなければテレビじゃない」というセリフが出現している。